# 南富山站

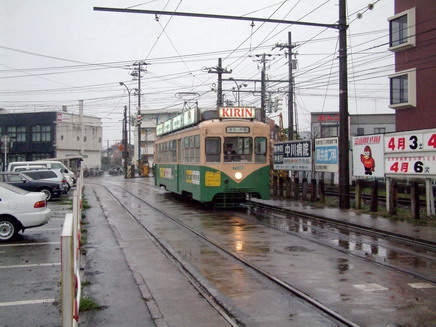
一輛準備駛入南富山站前站的7000系路面電車。（2005年12月）

南富山站（日语：／ Minami-toyama eki */?）是隸屬於富山地方鐵道的鐵路車站，座落於富山縣富山市，是一個同時設有鐵路及路面電車的車站，並併設於富山地方鐵道的訓練中心內，旁邊為路面電車車庫，訓練中心地下則為鐵路及電車的候車大堂，為直營站，全日均有正式職員於站務室內駐守。
電車車站的正式名稱為南富山站前停留場（南富山駅前停留場）。

## 利用人數
| 乘車人員推算 | 乘車人員推算 | 乘車人員推算 |
| 年度         | 1日平均人數  |              |
| ------------ | ------------ | ------------ |
| 2004年       | 523          |              |
| 2005年       | 559          |              |
| 2006年       | 580          |              |
| 2007年       | 547          |              |
| 2008年       | 539          |              |
| 2009年       | 528          |              |
| 2010年       | 540          |              |
| 2011年       | 559          |              |

## 相鄰車站
富山地方鐵道
■不二越·上瀧線
大泉（T60）－南富山（T61）－朝菜町（T62）
■富山市內軌道線
南富山（C01）－大町（C02）
笹津線（廢線）
南富山－日本纖維前

## 外部連結
- 富山地方鐵道南富山站公式網頁。 （页面存档备份，存于）（日語）